# Bangers and mash

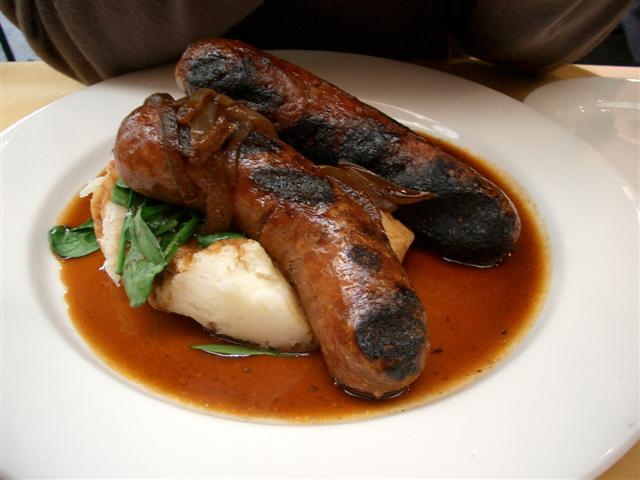
Bangers and mash.

Les bangers and mash sont un plat anglais et irlandais de pommes de terre écrasées et de saucisses, les saucisses pouvant être au porc ou au bœuf, aromatisées de pomme ou de tomate, ou dites du Lincolnshire ou de Cumberland. Ce plat est habituellement servi avec une sauce au jus d'oignon. Bien qu'on ait parfois déclaré que le terme bangers avait trouvé ses origines durant la Seconde Guerre mondiale, il était déjà servi au moins dès 1919.
Ce plat peut, même lorsqu'il est réalisé maison, être considéré comme exemple de pub grub (plat typique de la cuisine de pub) : relativement rapide et facile à faire en grande quantité, tout en étant savoureux et appétissant. Des variétés plus haut de gamme, servies par exemple avec des saucisses exotiques, sont vendues dans les gastropubs (pubs gastronomiques), d'autres versions moins exotiques étant disponibles dans les pubs classiques. Avec le eel pie (pâté en croûte d'anguille), ce plat est une véritable icône des plats traditionnels de la classe ouvrière de Londres et Dublin.

## Culture populaire
Les bangers and mash sont fréquemment représentées dans les bandes dessinées de D. C. Thomson & Co., telles que The Beano et The Dandy, quand les protagonistes se font offrir un repas comme récompense pour leur bon comportement. Dans ces bandes dessinées, le plat est dessiné comme une montagne surdimensionnée de purée de pommes de terre avec les saucisses qui dépassent.
Bangers and mash est une chanson de comédie par Peter Sellers et Sophia Loren, sortie en 1960. Dans la chanson, Sellers est un Britannique qui a épousé une femme italienne (Loren) pendant la Seconde Guerre mondiale, mais n'a jamais développé de goût pour la cuisine italienne. Il souhaite que sa femme lui prépare « le bangers and mash que sa mère avait l'habitude de lui préparer ».
Bangers + Mash est également la septième piste du disque-bonus fourni avec l'édition spéciale de l'album In Rainbows de Radiohead.